# Agent patogen
Agentul patogen (sau simplu, patogenul) este un microorganism sau macroorganism care, într-un organism animal sau vegetal, determină apariția unui proces patologic.
Exemple de organisme care pot fi patogeni sunt microbii, virusurile, paraziții, prionii, protozoare. Patogenii mai pot fi denumiți și agenți infecțioși sau germeni. Denumirea termenului provine din greacă πάθος (pathos) însemnând „suferință”, iar -γενής, (-genēs) însemnând „producător de”. Termenul a fost introdus în anii 1880.